# 國場翼
- 国場翼

國場 翼（こくば つばさ、1993年12月5日 - ）は、沖縄県具志川市（現・うるま市）出身の元プロ野球選手（投手）。右投左打。
「國」の字は旧字体であるため、メディアではしばしば「国場 翼」と表記される。

## 経歴

### プロ入り前
小学生時代は学童野球チーム・天願フェニックスに所属していた。
沖縄県立具志川高等学校では甲子園出場はなかった。
第一工業大学では1年生時からリーグ戦に出場。3年生時、第92回九州地区大学野球選手権大会・鹿児島地区の最優秀投手賞を受賞し、ベストナイン（投手）に選ばれた。
2015年10月12日に行われたプロ野球ドラフト会議で埼玉西武ライオンズから8巡目で指名を受け、契約金1500万円、年俸600万円（金額は推定）で仮契約を結んだ。背番号は「57」に決まった。

### 西武時代
2016年8月14日に初めて出場選手登録され、8月21日の対千葉ロッテマリーンズ戦において4点ビハインドの8回表に4番手でプロ初登板し、2回を投げ被安打1、奪三振2、与四球3、無失点の成績だった。この年は2試合に登板し、3回2安打無失点だった。二軍では22試合に登板し、3勝4敗2セーブ、防御率4.15だった。
2017年、一軍公式戦の出場機会はなく、二軍公式戦において19試合に登板し、1勝2敗、防御率3.80の成績を残す。11月25日から台湾で開催される2017アジアウインターベースボールリーグにおいて、NPBウエスタン選抜に選出される。
2018年、2年連続で一軍での登板はなかった。
2019年、9月14日の対ロッテ戦で延長10回を無失点に抑え、その裏にエルネスト・メヒアがサヨナラ打を放ったことでプロ初勝利を手にしたため、お立ち台に上がった。中継ぎで15試合に登板し、防御率3.68だった。
2020年、9月25日に一軍登録され、中継ぎとして7試合に登板したが防御率7.36と戦力になれなかった。シーズン後、みやざきフェニックス・リーグの参加メンバーだったが、開催3日目に離脱させられ、11月13日に球団から戦力外通告を受けた。11月20日任意引退選手として公示され、打撃投手兼スコアラーに転身した。

### 引退後
打撃投手として参加した2021年の春季キャンプでは続出した怪我人により一軍野手の頭数が足らなくなったことを受けて守備のみながら左翼手として紅白戦に出場、打球の処理も無難にこなした。
2025年からはファームマネージャー兼用具担当に配置転換。

## 選手としての特徴・人物
大学生時で直球の最速は148km/h。変化球はフォークを投げる。
野球以外に、ルービックキューブを揃えられる特技がある。
2020年1月22日に、一般女性と結婚した。

## 詳細情報

### 年度別投手成績
| 年 度    | 球 団    | 登 板 | 先 発 | 完 投 | 完 封 | 無 四 球 | 勝 利 | 敗 戦 | セ 丨 ブ | ホ 丨 ル ド | 勝 率 | 打 者 | 投 球 回 | 被 安 打 | 被 本 塁 打 | 与 四 球 | 敬 遠 | 与 死 球 | 奪 三 振 | 暴 投 | ボ 丨 ク | 失 点 | 自 責 点 | 防 御 率 | W H I P |
| -------- | -------- | ----- | ----- | ----- | ----- | -------- | ----- | ----- | -------- | ----------- | ----- | ----- | -------- | -------- | ----------- | -------- | ----- | -------- | -------- | ----- | -------- | ----- | -------- | -------- | ------- |
| 2016     | 西武     | 2     | 0     | 0     | 0     | 0        | 0     | 0     | 0        | 0           | .000  | 12    | 3.0      | 2        | 0           | 3        | 0     | 0        | 4        | 1     | 0        | 0     | 0        | 0.00     | 1.67    |
| 2019     | 西武     | 15    | 0     | 0     | 0     | 0        | 1     | 0     | 0        | 2           | 1.000 | 62    | 14.2     | 13       | 3           | 7        | 0     | 0        | 2        | 0     | 0        | 6     | 6        | 3.68     | 1.36    |
| 2020     | 西武     | 7     | 0     | 0     | 0     | 0        | 0     | 0     | 0        | 1           | ----  | 55    | 11.0     | 14       | 2           | 8        | 0     | 0        | 8        | 2     | 0        | 11    | 9        | 7.36     | 2.00    |
| NPB：3年 | NPB：3年 | 24    | 0     | 0     | 0     | 0        | 1     | 0     | 0        | 3           | 1.000 | 129   | 28.2     | 29       | 5           | 18       | 0     | 0        | 14       | 3     | 0        | 17    | 15       | 4.71     | 1.64    |

### 年度別守備成績
| 年 度 | 球 団 | 投手  | 投手  | 投手  | 投手  | 投手  | 投手     |
| 年 度 | 球 団 | 試 合 | 刺 殺 | 補 殺 | 失 策 | 併 殺 | 守 備 率 |
| ----- | ----- | ----- | ----- | ----- | ----- | ----- | -------- |
| 2016  | 西武  | 2     | 1     | 0     | 0     | 0     | 1.000    |
| 2019  | 西武  | 15    | 1     | 6     | 0     | 0     | 1.000    |
| 2020  | 西武  | 7     | 1     | 2     | 0     | 0     | 1.000    |
| 通算  | 通算  | 24    | 3     | 8     | 0     | 0     | 1.000    |

### 記録
- 初登板：2016年8月21日、対千葉ロッテマリーンズ19回戦（西武プリンスドーム）、8回表に4番手として救援登板、2回無失点
- 初奪三振：同上、8回表にヤマイコ・ナバーロから空振り三振
- 初ホールド：2019年8月21日、対北海道日本ハムファイターズ20回戦（メットライフドーム）、6回表に2番手で救援登板、1回無失点
- 初勝利：2019年9月14日、対千葉ロッテマリーンズ22回戦（メットライフドーム）、10回表に5番手で救援登板・完了、1回無失点

### 背番号
- 57（2016年 - 2020年）
- 08（2021年 - 2024年）

### 代表歴
- 2017アジアウインターベースボールリーグ：NPBウエスタン選抜[15]